# Саншайн, Кэролайн
Кэ́ролайн Мор Са́ншайн (англ. Caroline Mohr Sunshine; род. 5 сентября 1995, Атланта) — американская политическая помощница и бывшая актриса

 и танцовщица

. Как актриса, наиболее известна ролями Барбары Уинслоу в фильме «Мармадюк» (2010) и Тинки Хессенхеффер в ситкоме Disney Channel «Танцевальная лихорадка» (2010—2013). После завершения актёрской карьеры работала членом избирательного штаба Дональда Трампа на президентских выборах в 2016 и 2024 годах, а также помощницей пресс-секретаря Белого дома (2018)

## Биография
Кэролайн Мор Саншайн родилась 5 сентября 1995 года в Атланта, штат Джорджия, США, в семье Тома и Карен Саншайн. У неё есть два младших брата — Джонни и Кристофер. Она выросла в округе Ориндж, штат Калифорния. В трёхлетнем возрасте Саншайн начала заниматься балетом и получила свою первую главную роль Златовласки в детском спектакле. Позже она стала актрисой Детского театра округа Ориндж и участвовала в танцевальных соревнованиях в студии исполнительских искусств «South Coast» в Тастине, штат Калифорния.

## Карьера
С 2008 года Саншайн начала появляться на телевидении, а в 2010 году дебютировала в кино. Она наиболее известна ролью Тинки Хессенхеффер в ситкоме «Танцевальная лихорадка!» (2010—2023), за участие в котором дважды была номинирована на премию «Молодой актёр» в категории «Лучший актёрский состав в телесериале» (2011, 2012).

## Фильмография
| Год       |    | Русское название           | Оригинальное название | Роль               |
| --------- | -- | -------------------------- | --------------------- | ------------------ |
| 2010      | тф | Команда Шпица              | Team Spitz            | Лизи Спитц         |
| 2010      | ф  | Мармадюк                   | Marmaduke             | Барбара Уинслоу    |
| 2011      | с  | Дисней 365                 | Disney 365            | в роли самой себя  |
| 2012      | с  | Высший класс               | A.N.T. Farm           | Элла               |
| 2010—2013 | с  | Танцевальная лихорадка!    | Shake It Up!          | Тинка Хессенхеффер |
| 2014      | с  | Рыбология                  | Fish Hooks            | Алексис, озвучка   |
| 2015      | ф  | Аутфилд                    | The Outfield          | Эмили Джордан      |
| 2015      | тф | Идём ва-банк               | Go Four Broke         | Тиффани Бренди     |
| 2017      | тф | Мамочка, я не делала этого | Mommy, I Didn't Do It | Сильви Гарретт     |